# 7578 Georgböhm
7578 Georgböhm là một tiểu hành tinh vành đai chính với chu kỳ quỹ đạo là 1705.7117511 ngày (4.67 năm).
Nó được phát hiện ngày 22 tháng 9 năm 1990.